# Jarosław Hampel
Pour les articles homonymes, voir Hampel.
Jarosław Hampel, né le 17 avril 1982 est un pilote de Speedway polonais.

## Biographie
Jarosław Hampel, dans son parcours en Speedway Ekstraliga, a fréquenté les clubs de Piła (1998 à 2002), Wrocław (2003 à 2006), Leszno (de 2007 à 2012), Zielona Góra (depuis 2013).

## Palmarès

### Speedway Grand Prixen individuel
- Médaille d'argent en 2013
- Médaille de bronze en 2011
- Médaille d'argent en 2010

### Coupe du monde de Speedwaypar équipes
- Médaille d'or en 2011
- Médaille d'or en 2010
- Médaille d'or en 2009
- Médaille d'argent en 2008
- Médaille d'or en 2007
- Médaille d'or en 2005

### Tournoi du casque d'argent
- Médaille d'or en individuel en 2000

## Récompenses et distinctions
- Croix de chevalier dans l'Ordre Polonia Restituta